# Women + Country
Albums de Jakob Dylan
Seeing Things
(2008)
Women + Country est le second album solo de l'auteur-compositeur-interprète Jakob Dylan. L'album est sorti chez Columbia le 6 avril 2010, et a été produit par T-Bone Burnett.

## Chansons de l'album
Toutes les chansons sont écrites et composées par Jakob Dylan.
| No  | Titre                             | Durée |
| --- | --------------------------------- | ----- |
| 1.  | Nothing but the Whole White World | 3:48  |
| 2.  | Down on Our Shield                | 3:40  |
| 3.  | Lend a Hand                       | 3:48  |
| 4.  | We Don't Live Here Anymore        | 4:23  |
| 5.  | Everybody's Hurting               | 3:40  |
| 6.  | Yonder Comes the Blues            | 4:01  |
| 7.  | Holy Rollers for Love             | 3:55  |
| 8.  | Truth for a Truth                 | 3:35  |
| 9.  | They've Trapped Us Boys           | 4:01  |
| 10. | Smile When You Call Me That       | 3:59  |
| 11. | Standing Eight Count              | 3:56  |